# Marie Labounskaya
Marie Labounskaya ou Marie de Labounskaya (état-civil inconnu) est une danseuse et artiste de music-hall russe, qui s'est produite en France entre 1892 à 1900.

## Biographie
Premier sujet du théâtre impérial de Saint-Pétersbourg, elle débute à Paris en 1892,  au Grand-Théâtre.  En 1899, elle danse aux Folies Bergère et au Casino de Paris.
En 1900, elle se produit en Belgique, au Palace-Theatre à Londres.

## Représentations
- 1892 : Lysistrata, comédie de Maurice Donnay, musique d'Amédée Dutacq, au Grand-Théâtre, Herdjiva[1],[5].
- 1893 : Le Docteur blanc, de Catulle Mendés et Gabriel Pierrée, au théâtre des Menus-Plaisirs, Salomé[6],[7].
- 1893 : Les Bicyclistes en voyage, 5 octobre 1893, théâtre de la Gaîté[note 1],[8].
- 1894 : Le 3e Hussard, opéra-comique d'Antony Mars et Maurice Hennequin, au théâtre de la Gaité[9].
- 1896 : Joséphine vendue par ses sœurs, opéra-bouffe de Victor Roger, livret de Paul Perrier et Fabrice Carré, reprise à l'Eldorado, avec Mily-Meyer[10],[11],[12].
- 1897 : Le Chevalier aux fleurs, d'Armand Silvestre, musique d'André Messager et  Raoul Pugno, au théâtre Marigny[13],[14].
- 1899 : Le Tzigane, ballet-pantomime au Casino de Paris[15].
- 1900 : Danse avec Marzagora, en première partie d'Un siècle de grâce, de P.L. Flers, aux Folies-Marigny[16],[17],[18].

## Iconographie
Ses photos par Jean Reutlinger sont publiées dans le catalogue, La référence des portraits contemporains, publié par la Librairie Nilsson, en 1897 et 1900.